# ناحیه پاکش
ناحیهٔ پاکش (به مجاری: Paksi járás) یک ناحیه در مجارستان است که در تولنا واقع شده‌است. ناحیهٔ پاکش ۸۳۶٫۰۰ کیلومتر مربع مساحت و ۴۹٬۴۳۳ نفر جمعیت دارد.